# Pieter Lodewijk de Lom de Berg
Mr. Pieter Lodewijk de Lom de Berg (Venlo, 3 maart 1804 - Venlo, 31 december 1873) was een Nederlands politicus en burgemeester.
Hij was notaris te Venlo van 1834 tot 1866, schepen (wethouder) 1836 en burgemeester van 1837 tot 1847. Hij was daarna lid van de Tweede Kamer van 1849 tot in 1850 en van 1850 tot 1868, lid van de gemeenteraad van Venlo 1851 tot in 1873 en advocaat te Roermond van 1847 tot 1851, plaatsvervangend kantonrechter van 1863 tot in 1873.
Volgens de burgerlijke stand was zijn familienaam Van Lom; de familie voerde echter al enige tijd de naam De Lom de Berg met een toevoeging van de bezitting Berg. De familie stamde van oorsprong tevens uit Venlo.
- Biografisch Portaal: 08999006
- Digitale Bibliotheek voor de Nederlandse Letteren: lom_015
- International Standard Name Identifier: 0000 0003 9168 5377
- Nederlandse Thesaurus van Auteursnamen: 069690774
- Parlement.com: vg09ll2zb4uj
- Virtual International Authority File: 285560739
- WorldCat: E39PBJrcpHKGqjTFr8g68r3G73